# Comisión Conservadora
La Comisión Conservadora del Congreso Nacional de Chile, o llamada simplemente Comisión Conservadora, era un órgano legislativo auxiliar chileno establecido por la Constitución Política de 1833.
Ejercía ciertas funciones del Congreso Nacional y sus cámaras, durante el receso legislativo. Además despachaba al Presidente de la República las quejas sobre abusos cometidos por funcionarios del gobierno, cuya tramitación podía resultar en la responsabilidad de los ministros ante las cámaras del Congreso y, en último término, en el fundamento de una acusación constitucional.

## Historia
En su estructura original estaba compuesta por siete senadores, elegidos por el Senado el día anterior al cierre de las sesiones ordinarias del Congreso. 
Por solo componerse de miembros de la cámara alta, parlamentarios liberales cuestionaron que estuvieran legitimados para representar también los intereses de la Cámara de Diputados. Por ello, tras las reformas constitucionales de 1874, pasó a componerse de siete miembros de ambas cámaras (de Diputados y Senadores), elegidos anualmente. Además de ello, en dichas reformas se agregaron facultades relativas a la supervigilancia, en representación del Congreso, de toda la Administración pública. Esto instauro un sistema de doble responsabilidad que los Ministros de Estado tendrían tanto al Presidente de la República como al Poder Legislativo, lo que se relacionaba con que las mismas reformas de ese año flexibilizaron el proceso de acusación constitucional.
En 1884, la ley precisó que la elección anual que cada Cámara realizaba para la elección de sus integrantes se haría por voto acumulativo
Durante la crisis de la República Parlamentaria, el órgano perdió apoyo popular debido a los excesivos recesos que el Congreso realizaba durante el año, lo que hacía que la Comisión Conservadora tomara más relevancia de la considerada respecto al funcionamiento ordinario de las Cámaras. Este abuso motivó que la comisión fuera suprimida tras la promulgación de la Constitución Política de 1925. Las facultades de tramitar quejas sobre abusos del gobierno se traspasó a la Cámara de Diputados con la facultad de adoptar acuerdos y observaciones con la mayoría simple, aunque su tramitación expresamente ya no afectaría más la responsabilidad política del Presidente y sus ministros.

## Funciones
Su adjetivo Conservadora es porque su principal función era conservar las potestades legislativas cuando las cámaras del Congreso Nacional entraban en receso legislativo, ya sea por razones estivales o por haber finalizado el período legislativo y se realizaran las elecciones parlamentarias correspondientes. Por ser el único órgano que quedaba activo en los recesos, en su funcionamiento representaban los intereses de todo el Poder Legislativo frente al actuar de los demás poderes del Estado, aunque sus facultades estaban limitadas expresamente en la Constitución a determinados asuntos.
La Comisión Conservadora era responsable ante las cámaras del Congreso por todos los actos que cometieren en el ejercicio de sus funciones.
Entre 1874 y 1925 sus facultades fueron:

1.º Velar por la observancia de la Constitución i de las leyes i prestar protección a las garantías individuales;
2.º Dirijir al Presidente de la República las representaciones conducentes a los objetos indicados i reiterarlas por segunda vez, si no hubieren bastado las primeras. 
Cuando las representaciones tuvieren por fundamento abusos o atentados cometidos por autoridades que dependan del Presidente de la República i éste no tomare las medidas que estén en sus facultades para poner término al abuso i para el castigo del funcionario culpable, se entenderá que el Presidente de la República i el Ministro del ramo respectivo, aceptan la responsabilidad de los actos de la autoridad subalterna, como si se hubiese ejecutado por su órden o con su consentimiento;
3.º Prestar o rehusar su consentimiento a los actos del Presidente de la República a que, según lo prevenido en esta Constitución, debe proceder de acuerdo con la Comisión Conservadora;
4.º Pedir la Presidente de la República que convoque estraordinariamente al Congreso cuando, a su juicio, lo exijieren circunstancias estraordinarias i excepcionales;
5.º Dar cuenta al Congreso en su primera reunion, de las medidas que hubiere tomado en desempeño de su cargo.
Artículo 58, inciso segundo, de la Constitución de la República (de 1833)